# 袖師駅
袖師駅（そでしえき）は、かつて静岡県庵原郡袖師町（清水市を経て、現在の静岡市清水区横砂南町）に存在した、日本国有鉄道（国鉄）東海道本線の駅。海水浴シーズンのみ開設される臨時駅であった。

## 概要
袖師町に横砂海水浴場（袖師海水浴場）が開設されたのに伴い、海開き直後に開設された。海水浴場はそれ以前は清水市江尻地区にあったが、埋め立てに伴い、1926年（大正15年）夏に袖師地区に移転してきた。当時の袖師海岸近辺は「白砂青松に恵まれていた静岡でも一、二を争う美しい海水浴場」とされており、クロダイ・イワシ・サクラエビなどの地引網漁も行われていた。臨時駅から海岸線までの間には、海の家、旅館、茶店、海水浴用品販売店、貸しボート屋が立ち並んで活気があり、長野県や山梨県からも海水浴客がやってきたという。
臨時駅ということもあって、駅舎は切符売り場となる小さなものがあっただけで、プラットホームの上屋も取り付けられていなかった。ホームは単純な対向式2面2線であったという。ホームの長さは約100 mあった一方、高さは蒸気機関車に連結された客車の乗降ステップに合わせたため、2尺未満しかなかった。当時、駅は海岸から約100 mの位置にあった。
横砂海水浴場は戦前・戦後を通じめ静岡近辺の人々に親しまれてきたが、工業化に伴う水質汚濁で徐々に海水浴場としては適さなくなり、1963年（昭和38年）の夏を最後に列車の発着がなくなり、海水浴場も1966年（昭和41年）に閉鎖された。その後、1971年（昭和46年）に駅は正式に廃止された。1949年（昭和24年）には常設駅への格上げが一時内定していたが、国有鉄道の機構変更（国有鉄道の運営が運輸省から公共企業体の日本国有鉄道に変更されたこと）に伴い中止された。また袖師町は清水市と合併するに当たり、袖師駅を常設駅とするよう努力することを要望していた。
1974年（昭和49年）に運転休止され、翌1975年（昭和50年）限りで廃線となった路面電車の静岡鉄道清水市内線にも、袖師停留場が設けられていた。同駅は海水浴場があった当時、満員の乗客が運転台の自力の鎖からはみ出すほどの混雑ぶりで、運転手がノッチを動かすのに苦労していたという。
高度成長期以来、周辺は工業地帯として開発が進み、高杉晋吾が取材を行った1981年（昭和56年）時点で袖師一帯は工業用の埠頭や付近の東燃コンビナート、下水終末処理場が集中する工業地帯へと変貌しているが、同海水浴場があった一帯から約200 m東方の横砂東町一帯は昔ながらの黒い瓦と褐色の木造住宅が密集しており、江戸時代の面影も残している。清水市内線廃止後の1991年（平成3年）ごろには旧袖師駅周辺は駅があった当時とは異なり、埋立が進んで住宅地に変貌しており、駅復活運動があったが、その後も目立った進展はない。
現在当駅跡には、朽ち果てたホームの一部が残っている。また、線路に面した「袖師公園」（清水区横砂南町10番10号）には「東海道線袖師駅跡」と書かれた看板が立っている。

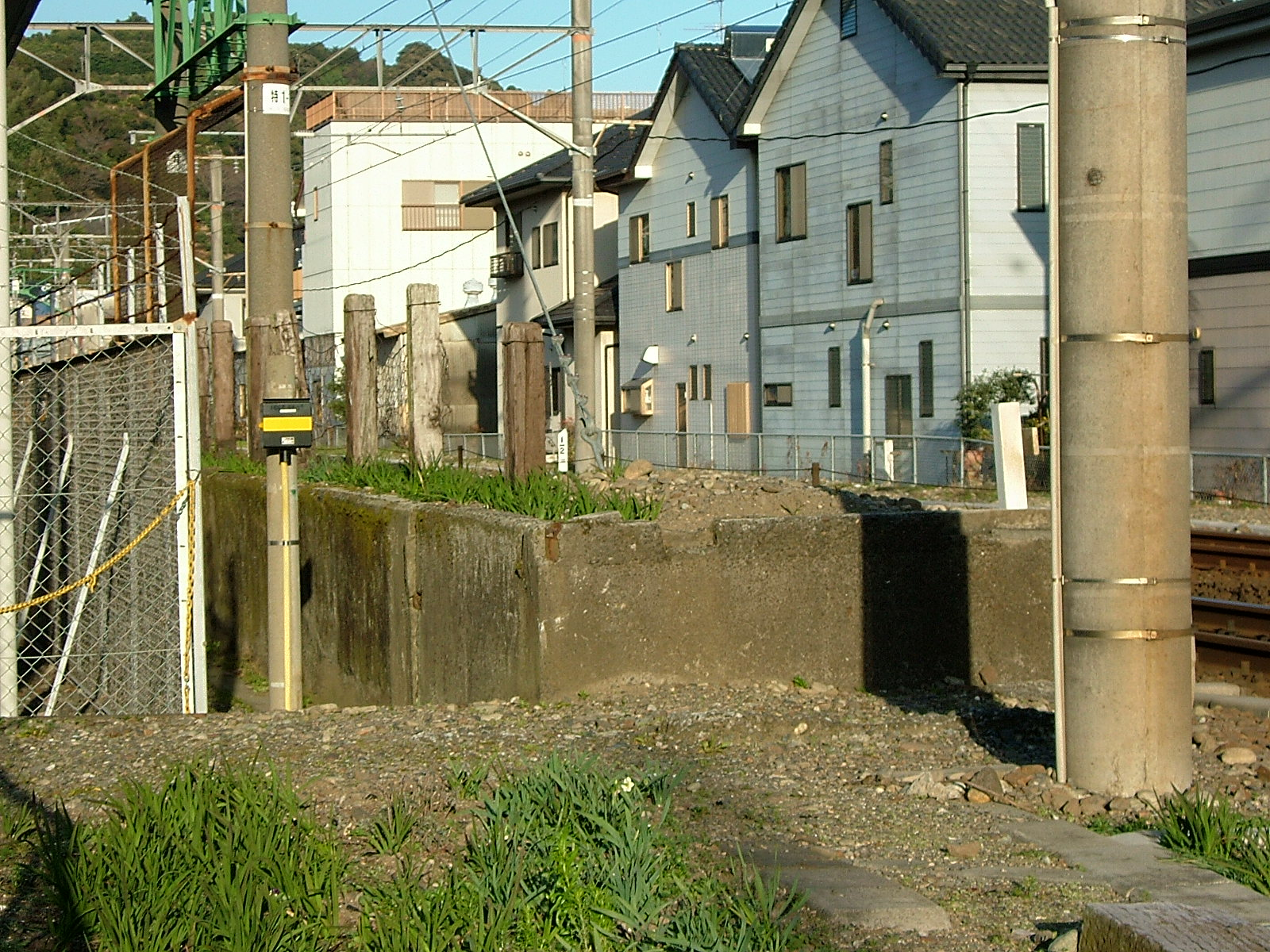
一部が残るホーム跡（2007年12月（位置座標））

## 歴史
- 1926年（大正15年）7月3日：開業[1]。
- 1963年（昭和38年）：この年の夏を最後に営業休止。
- 1971年（昭和46年）10月1日：正式に廃止[1]。

## 隣の駅
日本国有鉄道
東海道本線
興津駅 - 袖師駅 - 清水駅